# 5560 Емітіс
5560 Емітіс (1990 MX, 1962 JE, 5560 Amytis) — астероїд головного поясу, відкритий 27 червня 1990 року.
Тіссеранів параметр щодо Юпітера — 3,588.